# ماریتا شاگینیان
ماریتا سرگئی شاگینیان (ارمنی: Մարիետա Սերգեյի Շահինյան؛ روسی: Мариэ́тта Серге́евна Шагиня́н ۲ آوریل ۱۸۸۸ – ۲۰ مارس ۱۹۸۲) یک نویسنده و فعال ارمنی‌تبار اهل اتحاد شوروی بود. ریزسیاره 2144 Marietta در سال ۱۹۷۵ توسط «لیودمیلا چرینیخ» ستاره‌شناس اهل شوروی کشف شد و به افتخار وی نامگذاری شد.

## زندگی‌نامه
وی در ۲ آوریل ۱۸۸۸ در مسکو به دنیا آمد. وی بیشتر عمر خویش را در کوکتبل، شبه‌جزیره کریمه گذراند. وی عضو اتحادیه نویسندگان شوروی بود. شاگینیان همچنین برنده جوایزی همچون جایزه استالین و نشان لنین (۱۹۷۲) شده‌است. وی در ۲۰ مارس ۱۹۸۲ در سن ۹۳ سالگی در مسکو درگذشت و در گورستان ارامنه مسکو به خاک سپرده شده‌است.